# Shavo Odadjian
Shavarsh Odadjian (en armenio: Շավո Օդադջյան) (Ereván, 22 de abril de 1974) es un músico armenio-estadounidense, conocido principalmente por ser el bajista de la banda System of a Down. También toca el bajo en un grupo de trap llamado North Kingsley y en la banda de metalcore Seven Hours After Violet.

## Primeros años
Odadjian nació en Ereván, Armenia y se mudó a California a los cinco años de edad, donde fue criado en gran parte por su abuela.
Estudió en la Rose and Alex Pilibos Armenian School de Los Ángeles, una escuela armenia, en la que también estudiaron sus futuros compañeros de grupo Serj Tankian y Daron Malakian, aunque en diferentes cursos por la diferencia de edades. 
Creció bajo la influencia de bandas de punk rock y heavy metal, como Dead Kennedys, Kiss, Black Sabbath, AC/DC, o Iron Maiden, entre otras, lo que le creó una gran influencia en su desarrollo musical del futuro.

## Carrera artística

### System of a Down

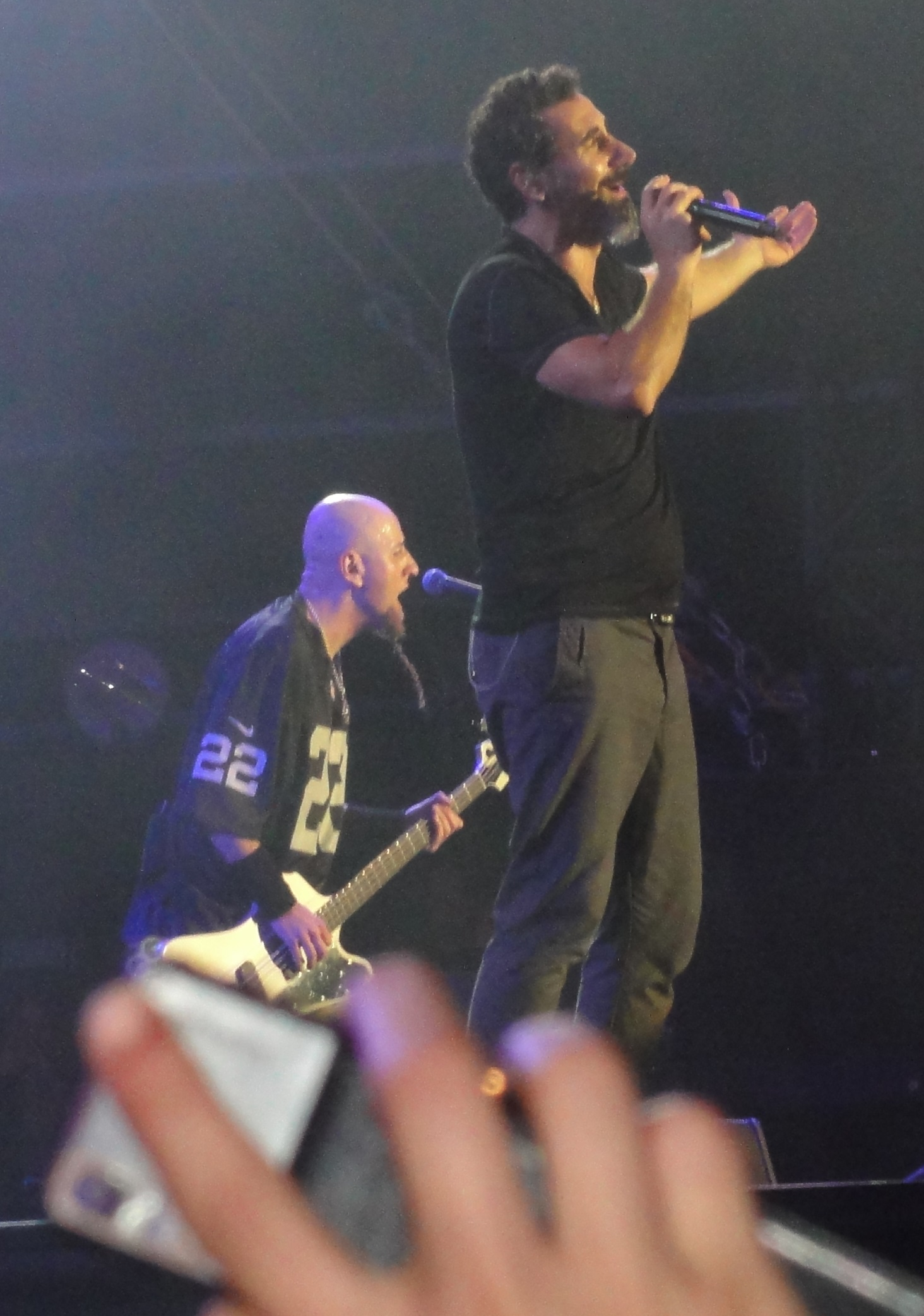
Odadjian y Serj Tankian en 2013 con System of a Down en París.

Aparte de trabajar en un banco, también comenzó a trabajar como manager y luego como bajista en 1993 con la banda Soil, en la que estaban Malakian, Tankian y otros amigos, después de conocerlos en un estudio de grabación. 
En 1995 Shavo, junto a Tankian y Malakian deciden formar la banda System of a Down. La banda originalmente se llamaría Victims of a Down, nombre de un poema escrito por Daron Malakian, pero Odajian cambió «Victims» por «System». 
La banda ha declarado que ellos también cambiaron la palabra «Victims» por «System» para que sus CD fuesen colocados en las tiendas junto a su banda favorita, Slayer.
Odadjian toca el bajo en System of a Down, y también canta coros en vivo. 
Su estilo habitual de tocar el bajo es con un plectro, a pesar de que también se ha visto tocar con sus dedos durante ciertas canciones. 
Odadjian ha escrito también varias canciones de System of a Down, entre ellas «Toxicity», «Sugar», «Jet-Pilot», «Bounce», «Mind», «Dreaming» y «U-Fig». 

Ha dirigido la mayoría de los vídeos musicales de la banda, y es responsable de la escenografía y la iluminación para cada una de sus presentaciones en vivo.

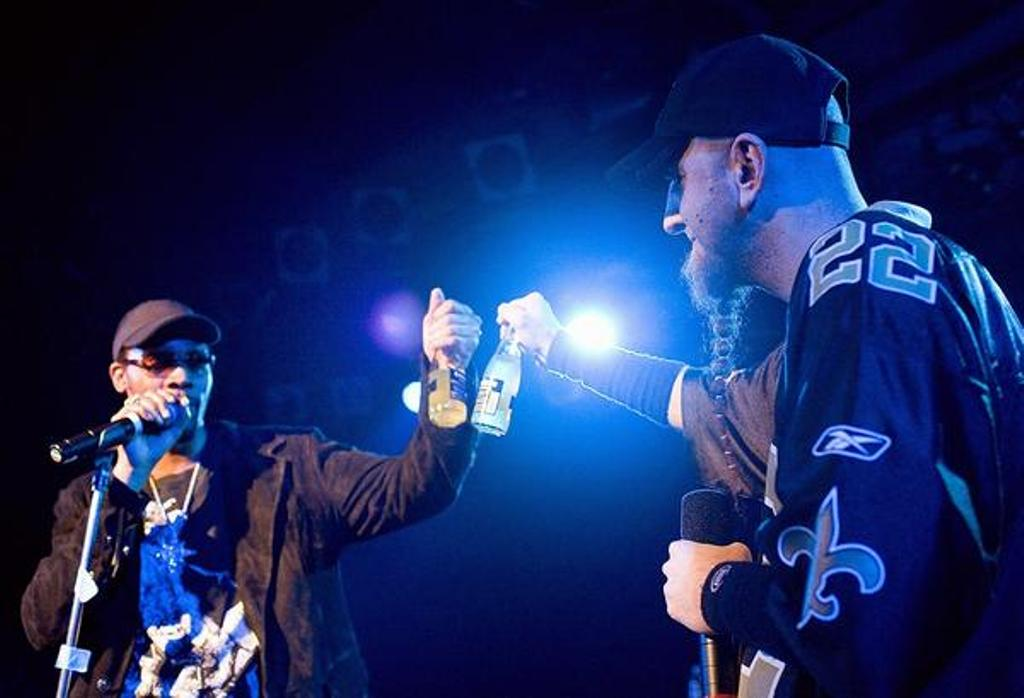
Shavo y RZA en vivo con AcHoZen.

### AcHoZeN
Odadjian inició un proyecto paralelo en el año 2005-2006 llamado AcHoZeN; una alianza musical entre Odadjian, RZA, miembro y fundador de Wu-Tang Clan, Kinetic-9 y Reverend William Burke. La banda tiene una base de rap junto a otro tipo de sonidos, empleados con bajos eléctricos y sonidos electrónicos. 
La banda ha lanzado dos sencillos musicales llamados «Deuces» y «Salute/Sacrifice», además de un álbum de estudio llamado The Album.

## Vida privada
Odadjian está casado con Sonia Thorosian, con quien tiene tres hijos.

## Filmografía
Catalogándose a sí mismo como una «persona muy visual», Odadjian ha dirigido y editado vídeos musicales para System of a Down, incluyendo «Aerials», «Toxicity», «Question!» y «Hypnotize». También dirigió un vídeo para la banda Taproot para la canción «Mine».
El 27 de marzo de 2015, se publicó un TV Spot oficial del videojuego Mortal Kombat X y el 6 de abril de ese mismo año, NetherRealm Studios publicó el trailer de lanzamiento oficial del videojuego. En ambos estrenos se puede oír la canción «Chop Suey!» de System of a Down. El comercial y el tráiler fueron dirigidos Odadjian.

## Discografía

### System of a Down
- 1998: System of a Down
- 2001: Toxicity
- 2002: Steal This Album!
- 2005: Mezmerize
- 2005: Hypnotize

## Premios y nominaciones
System of a Down ha sido nominado a cuatro Premios Grammy, de los cuales ha ganado una en 2006 a la Mejor Interpretación de Hard Rock por la canción B.Y.O.B..
Premios Grammy
| Año  | Nominado     | Galardón                          | Resultado | Ref. |
| ---- | ------------ | --------------------------------- | --------- | ---- |
| 2002 | "Chop Suey!" | Mejor Interpretación Metal        | Nominado  |      |
| 2003 | "Aerials"    | Mejor Interpretación de Hard Rock | Nominado  |      |
| 2006 | "B.Y.O.B."   | Mejor Interpretación de Hard Rock | Ganador   |      |
| 2007 | "Lonely Day" | Mejor Interpretación de Hard Rock | Nominado  |      |